# 岷州之战
岷州之战，是唐朝与吐谷浑的战争中的一次战役。武德六年（623年）六月，唐岐州刺史柴绍在岷州（治所在溢乐县，今甘肃省岷县）击败吐谷浑军的作战的作战。

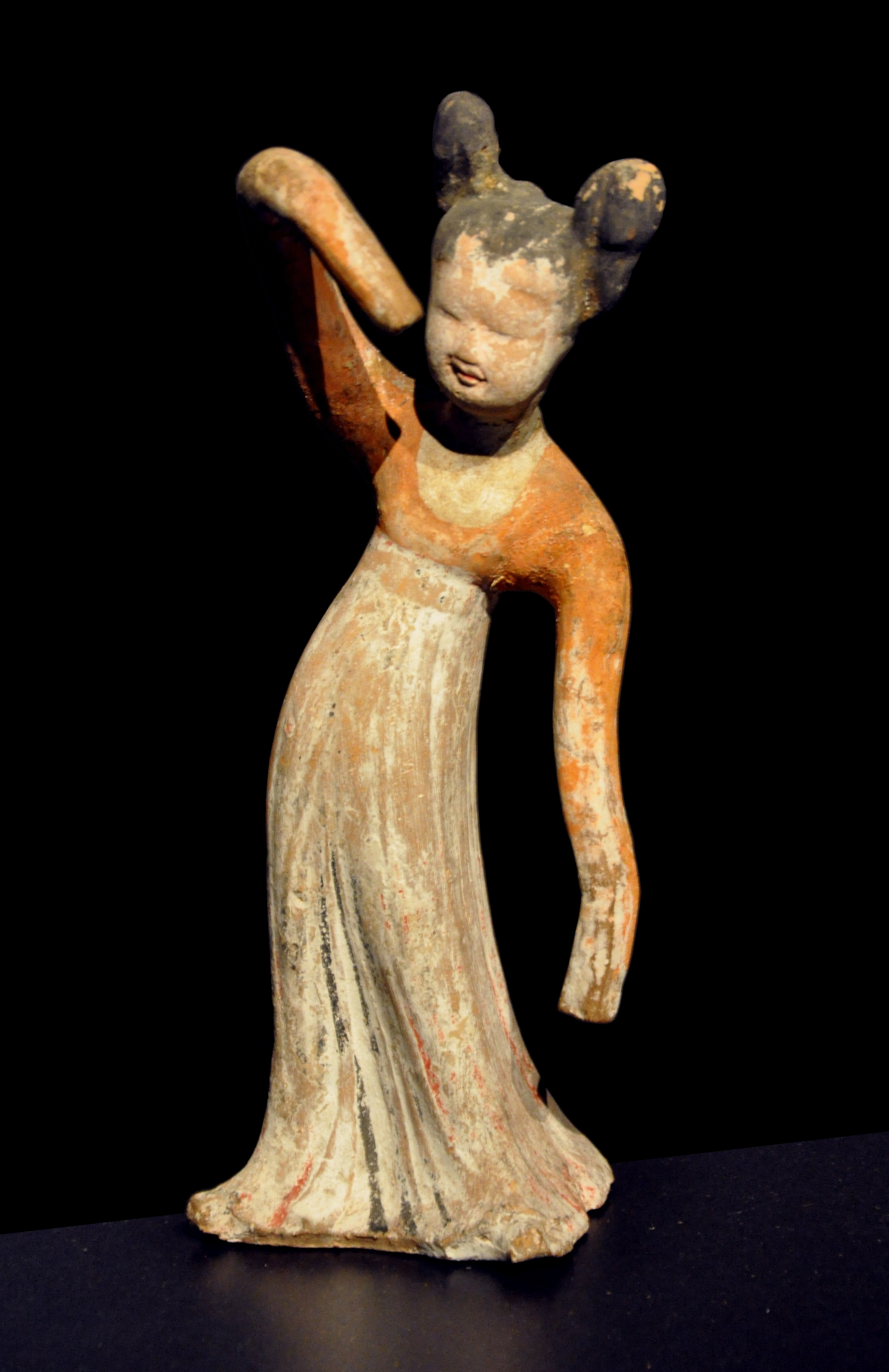
唐朝舞女陶俑

## 背景
武德五年（622年）六月，吐谷浑军进犯洮州（治所在美相县，今甘肃省临潭县）、旭州（治所在洮源县，今甘肃省临潭县西南）、叠州（治所在合川县，今甘肃省迭部县）三州，岷州总管李长卿将其击破。八月，吐谷浑进犯岷州，击败李长卿。唐高祖诏令益州行台右仆射窦轨、渭州刺史且洛生率军救援。吐谷浑再次进犯洮州，唐朝武州刺史贺拔亮率兵抵御。

## 战役
武德六年（623年）四月，吐谷浑军进犯芳州（治所在常芳县，今甘肃省迭部县东南），芳州刺史房当树逃到松州（治所在嘉诚县，今四川省松潘县）。四月二十一日，吐谷浑军进扰洮州、岷州二州。五月初五，岐州刺史柴绍率兵相救，五月十五日，吐谷浑及党项侵犯河州（治所在临夏县），河州刺史卢士良将其击败。六月，柴绍军抵达岷州。六月二十九日，被吐谷浑军包围在山谷中。吐谷浑军居高临下射击柴绍大军，箭如雨下。柴绍让人弹穿胡琵琶，派两个美貌女子相对舞蹈，吐谷浑士兵非常奇怪，都停下弓矢驻足观看。柴绍乘其不备，派骑兵绕到吐谷浑軍背后，突然袭击，大败吐谷浑军，斩首五百余级。八月，吐谷浑请和。

## 后续
武德七年（624年）五月初五，羌人与吐谷浑合兵攻打松州，益州行台左仆射窦轨、扶州（治所在同昌县，今四川省九寨沟县东北）刺史蒋善合分两路反攻。六月十八日，吐谷浑攻打扶州，被蒋善合率军击退。七月，吐谷浑侵岷州。七月十三日，吐谷浑与党项联兵进攻松州，七月十六日，蒋善合率军在赤磨镇击败吐谷浑军。八月初二，吐谷浑军攻打鄯州（治所在乐都县，今青海省海东市乐都区），十月，吐谷浑与羌人侵犯叠州，攻下合川县。武德八年（625年）正月，吐谷浑军再次侵犯叠州。十月十一日，吐谷浑第三次侵犯叠州，蒋善合率军相救。十一月十六日，吐谷浑侵岷州，武德九年（626年）三月初五，吐谷浑与党项侵岷州。五月十九日，吐谷浑与党项进扰河州。六月，吐谷浑军侵岷州。八月初七，吐谷浑遣使修好。
唐太宗即位後，吐谷浑依然有扰边行动。贞观二年（628年）正月初五，吐谷浑军侵岷州，岷州都督李道彦将其击退。贞观六年（632年）三月十七日，吐谷浑侵扰兰州，也被击退。贞观八年（634年）唐太宗派段志玄为西海道行军总管，大举反击吐谷浑。次年，以李靖为西海道行军大总管，击灭吐谷浑，吐谷浑成为唐朝属国。